# Glukan 1,6-alfa-izomaltozidaza
Glukan 1,6-alfa-izomaltozidaza (EC 3.2.1.94, ekso-izomaltohidrolaza, izomalto-dekstranaza, izomaltodekstranaza, G2-dekstranaza, 1,6-alfa-D-glukan izomaltohidrolaza) je enzim sa sistematskim imenom 6-alfa-D-glukan izomaltohidrolaza. Ovaj enzim katalizuje sledeću hemijsku reakciju
hidroliza (1->6)-alfa-D-glukozidnih veza u polisaharidima, čime se uklanjaju sukcesivne izomaltozne jedinice sa neredukujućih krajeva lanaca
Ovaj enzim je optimalno aktivan na 1,6-alfa-D-glukanima koji sadrže 6, 7 i 8 glukozne jedinice.

## Literatura
- Nicholas C. Price; Lewis Stevens (1999). Fundamentals of Enzymology: The Cell and Molecular Biology of Catalytic Proteins (Third изд.). USA: Oxford University Press. ISBN 019850229X.
- Eric J. Toone (2006). Advances in Enzymology and Related Areas of Molecular Biology, Protein Evolution (Volume 75 изд.). Wiley-Interscience. ISBN 0471205036.
- Branden C; Tooze J. Introduction to Protein Structure. New York, NY: Garland Publishing. ISBN 0-8153-2305-0.
- Irwin H. Segel. Enzyme Kinetics: Behavior and Analysis of Rapid Equilibrium and Steady-State Enzyme Systems (Book 44 изд.). Wiley Classics Library. ISBN 0471303097.

## Spoljašnje veze
- Glucan+1,6-alpha-isomaltosidase на 